# Ozoroa longipes
Ozoroa longipes är en sumakväxtart som först beskrevs av Engl. & Gilg, och fick sitt nu gällande namn av R. & A. Fernandes. Ozoroa longipes ingår i släktet Ozoroa och familjen sumakväxter. Inga underarter finns listade i Catalogue of Life.